# Eduardo Molina (estación)
Eduardo Molina es una de las estaciones que forman parte del Metro de Ciudad de México, perteneciente a la Línea 5. Se ubica al oriente de la Ciudad de México, en el límite de las alcaldías Gustavo A. Madero y Venustiano Carranza.

## Información general

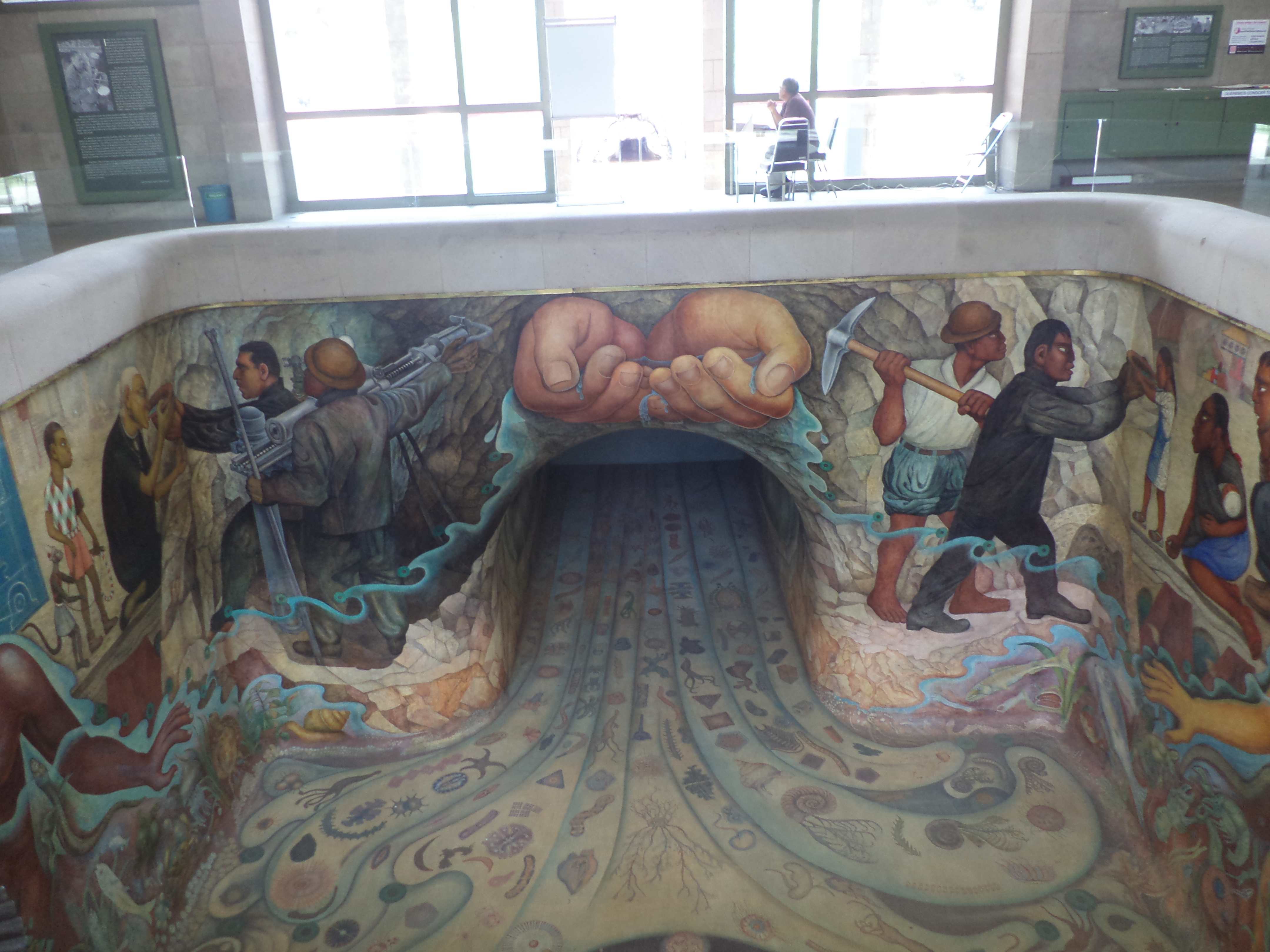
Detalle del mural "El agua, origen de la vida"

Su nombre se debe a que se encuentra situada cerca de la avenida Eduardo Molina, nombre de un ingeniero mexicano que fue director de las obras de introducción del río Lerma al sistema de agua de la Ciudad de México. El símbolo de la estación es un fragmento del mural El agua, origen de la vida de Diego Rivera localizado en el cárcamo del Río Lerma en la segunda sección del Bosque de Chapultepec.
Al igual que la estación Misterios, la estación se encuentra algo retirada de la avenida que le da su nombre (a 370 m de la Av. Eduardo Molina) por lo que la estación de la Línea 5 del Metrobús se llama Río Consulado.

## Afluencia
La siguiente tabla muestra la afluencia de la estación en los últimos 10 años:
| Afluencia Anual de Pasajeros | Afluencia Anual de Pasajeros | Afluencia Anual de Pasajeros | Afluencia Anual de Pasajeros | Afluencia Anual de Pasajeros | Afluencia Anual de Pasajeros |
| ---------------------------- | ---------------------------- | ---------------------------- | ---------------------------- | ---------------------------- | ---------------------------- |
| Año                          | Afluencia                    | A Diario                     | Ranking Anual                | Aumento%                     | Ref.                         |
| 2024                         | -                            | -                            | -                            | -                            |                              |
| 2023                         | 2,183,048                    | 5,980                        | 153°/195                     | +16.50%                      | [ 2 ]                        |
| 2022                         | 1,873,834                    | 5,133                        | 155°/175                     | +44.84%                      | [ 3 ]                        |
| 2021                         | 1,293,750                    | 3,544                        | 161°/195                     | +0.40%                       | [ 4 ]                        |
| 2020                         | 1,288,544                    | 3,520                        | 177°/195                     | -48.17%                      | [ 5 ]                        |
| 2019                         | 2,486,165                    | 6,811                        | 176°/195                     | -2.96%                       | [ 6 ]                        |
| 2018                         | 2,561,895                    | 7,018                        | 175°/195                     | +5.08%                       | [ 7 ]                        |
| 2017                         | 2,437,928                    | 6,979                        | 173°/195                     | -4.72%                       | [ 8 ]                        |
| 2016                         | 2,558,663                    | 7,010                        | 174°/195                     | -4.04%                       | [ 9 ]                        |
| 2015                         | 2,666,483                    | 7,305                        | 160°/195                     | -1.41%                       | [ 10 ]                       |

## Conectividad

### Salidas
- Norte: Circuito Interior Av. Río Consulado y Calle Norte 86, Colonia Malinche.
- Sur: Circuito Interior Av. Río Consulado entre Calle Grabados y Calle Decorado, Colonia 20 de Noviembre.

### Conexiones
Existen conexiones con las estaciones y paradas de diversos sistemas de transporte:
- Línea 5 del Metrobús.
- Algunas rutas de la RTP.